# ویلا لاجارینا
ویلا لاجارینا (به ایتالیایی: Villa Lagarina) یک کومونه در ایتالیا است که در ترنتینو واقع شده‌است. ویلا لاجارینا ۲۴٫۱ کیلومتر مربع مساحت و ۳٬۶۸۴ نفر جمعیت دارد و ۴۱۰ متر بالاتر از سطح دریا واقع شده‌است.

## خواهرخوانده
شهرهای Bento Gonçalves, Rio Grande do Sul و Stockstadt am Rhein خواهرخوانده‌های ویلا لاجارینا هستند.